# Кастел ди Фјори (Терни)
Кастел ди Фјори је насеље у Италији у округу Терни, региону Умбрија.
Према процени из 2011. у насељу је живело 16 становника. Насеље се налази на надморској висини од 533 м.